# Мисевич, Вера Антоновна
Ве́ра Анто́новна Мисе́вич (10 апреля 1945, Киев — 4 марта 1995, Киев) — советский конник, олимпийская чемпионка в командной выездке. Заслуженный мастер спорта СССР (1980), кавалер ордена «Знак Почёта».

## Карьера
На Олимпийских играх в Москве Вера выступала на лошади Плот и завоевала золотую медаль в командной выездке вместе с Юрием Ковшовым и Виктором Угрюмовым. В индивидуальной выездке Мисевич стала четвёртой.
В 1981 году на чемпионате Европы Вера выиграла бронзовую медаль в командной выездке, уступив сборным ФРГ и Швейцарии.
Трижды она становилась чемпионкой СССР — в 1980, 1981 и 1983 годах.
Параллельно со спортом Мисевич снималась в кино, дублировав актрис, которые должны были демонстрировать навыки верховой езды. А в фильме «Бирюк» Вера сыграла роль аристократки Софи.
После завершения карьеры работала тренером, среди её воспитанниц Олеся Гончар и Инна Цыдренкова.

## Личная жизнь
В детстве занималась балетом, однажды вместе с подругами пришла на тренировку конников в спортобщество «Колхозник», и с тех пор увлеклась конным спортом.
Окончила киевский государственный институт физической культуры. Её муж - Михаил Киргизов - известный украинский тренер, воспитали дочь Ирину.